# Soğukçeşme, Kütahya
Soğukçeşme là một xã thuộc thành phố Kütahya, tỉnh Kütahya, Thổ Nhĩ Kỳ. Dân số thời điểm năm 2008 là 46 người.